# Roa modesta

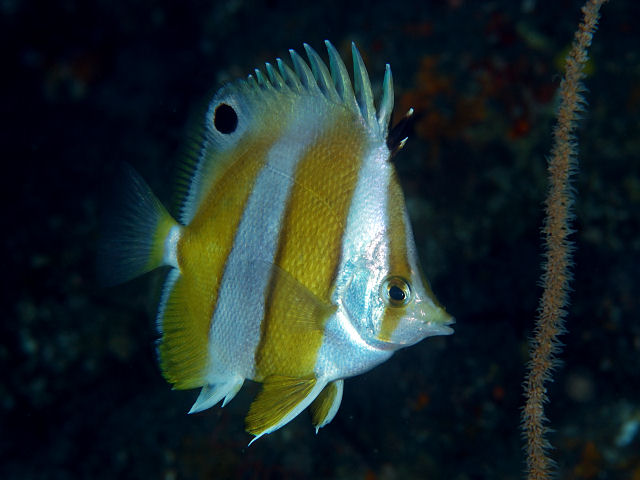
Roa modesta en Izu, Japón

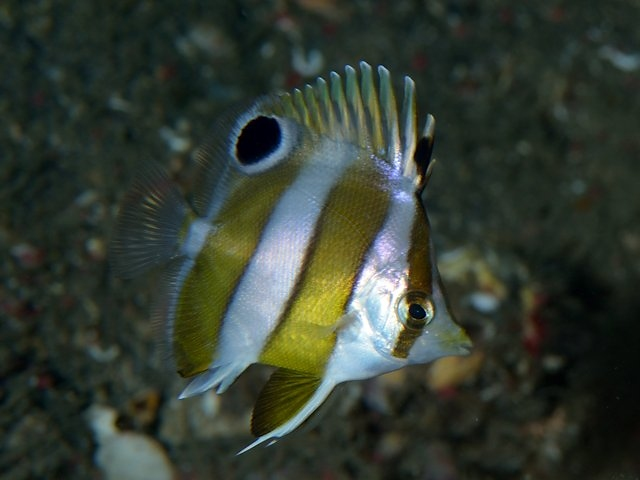
Roa modesta juvenil, Izu, Japón

El pez mariposa Roa modesta es un pez marino, de la familia de los Chaetodontidae.
Son oceanódromos migratorios. Siendo cíclicos y predecibles sus desplazamientos entre las áreas de alimentación y las de reproducción, sobrepasando los 100 km de distancia en sus movimientos.

## Morfología
De cuerpo alto comprimido lateralmente. Su coloración es blanco nacarado en todo el cuerpo y presenta tres franjas marrones o amarillas verticales de distinto grosor. De más estrecha en la cabeza, a más gruesa hacia la cola. La tercera raya tiene un ocelo negro contorneado por un anillo blanco, en la parte superior. 
Tiene 11 espinas dorsales, entre 20 y 23 radios blandos dorsales, 3 espinas anales y entre 17 y 19 radios blandos anales.
Alcanza los 17 cm de largo.

## Hábitat
En arrecifes coralinos y fondos rocosos, entre 40 y 250 metros de profundidad, usualmente por debajo de los 110 m. En localidades tropicales, la especie oscila entre 120-190 m de profundidad, pero también se produce tan superficial como 20 m en las aguas templadas del Japón. Se le localiza en fondos blandos o con detritos para alimentarse.
Pueden habitar en solitario o pareja, siendo frecuentes las agregaciones.

## Distribución geográfica
Se distribuye en el océano Pacífico oeste, siendo nativo en China; Corea; Filipinas; Hong Kong; Japón y Taiwán.

## Alimentación
Omnívoro, se nutre de gusanos tubícolas, pequeños crustáceos, copépodos y varias macroalgas. 

## Reproducción
Son gonocóricos, de sexos separados, y no cambian de sexo. No presentan dimorfismo sexual. Son ovíparos y dispersores de huevos. Forman parejas durante el ciclo reproductivo.